# Abactochromis labrosus
Abactochromis labrosus  (лат.) — вид лучепёрых рыб семейства цихловых, эндемик озера Малави (Ньяса) в Восточной Африке, представитель монотипического рода Abactochromis.

## Характеристика
Abactochromis labrosus предположительно относится к группе «Мбуна», но отличается от всех других представителей этой группы наличием сильно гипертрофированных бородавчатых завернутых в трубочку губ, большой головы и сильно сплющенного тела, позволяющего проникать глубоко в узкие трещины. Эта особенность особенно хорошо видна у взрослых особей. Также этот род отличается весьма своеобразной пищевой нишей и нехарактерными для большинства других соседей особенностями поведения. Abactochromis labrosus не имеет выраженного полового диморфизма.
Название рода происходит от латинского слова «abactus» — изгой и «chromis» (от греч. «χρώμα» — цвет, цветной (обычное окончание для родов ярких африканских цихлид)). Название рода, с одной стороны, говорит об уединенном и скрытном образе жизни этой цихлиды, с другой стороны, говорит от «изгнании» вида Abactochromis labrosus из рода Melanochromis, в составе которого он ошибочно находился в течение 75 лет.

## Места обитания и питание
Abactochromis labrosus распространен в озере Малави повсеместно, но встречается довольно редко. В природе эти цихлиды живут среди скал, обычно на глубине 5—20 метров.
Основу рациона составляют мальки других цихлид группы «Мбуна», а также мелкие ракообразные, личинки насекомых, черви. Они разыскивают их в трещинах скал, проникают узким ртом в расщелины, герметично затыкают их своими выдающимися губами, а затем резко всасывают содержимое трещины, поглощая все живое, спрятавшееся в ней.

## Поведение и размножение
В природе Abactochromis labrosus ведёт скрытный образ жизни, среди прибрежных скал, в узких, недоступных расщелинах, моментально исчезая в них при малейшей опасности. Рыбы одиночны и настроены агрессивно по отношению к своим сородичам. Подобно большинству представителей группы Мбуна самки вынашивают икру во рту.

## Содержание в аквариуме
В аквариумистике Abactochromis labrosus известен с 1990-х годов и считается весьма проблемным не только в разведении, но и в содержании. Необходимы просторные аквариумы, не менее 300 литров, со множеством укрытий, например, керамических труб и горшков. Содержать можно и небольшую стаю, и пару. Как всем и цихлидам озера Малави, Abactochromis labrosus нужна жесткая щелочная вода. Abactochromis labrosus требователен к качеству воды, поэтому необходимы хорошая аэрация и качественная биологическая фильтрация.
Рыб, выловленных в природе, желательно начинать кормить мелким, не очень быстрым мальком. Выведенных в аквариуме — обычным живым кормом.
В России первые экземпляры появились в 2002 году.

## Таксономия
Впервые описан ихтиологом Этельвиной Тревавас в 1935 году и был ошибочно отнесён к роду меланохромисов (Melanochromis). В 2010 году были повторно исследованы ихтиологами Майклом Оливером и Мэтью Арнегардом. Они на основе изучения ДНК рыб пришли к выводу, что этот вид не принадлежит ни к роду Melanochromis, ни к какому-либо другому описанному роду. Ученые установили новый род Abactochromis с единственным видом Abactochromis labrosus.
- Abactochromis labrosus (Trewavas, 1935) — лаброзус, или коричневый губарь, или коричневая циртокара, или губастый коричневый меланохромис